# Cordylomera filicornis
Cordylomera filicornis là một loài bọ cánh cứng trong họ Cerambycidae.